# 費迪南·亞歷山大·保時捷
費迪南·亞歷山大·保时捷（德語：Ferdinand Alexander Porsche，1935年12月11日—2012年4月5日）是一位德国汽车设计师。

## 生平
生於納粹德国斯图加特，是保时捷公司创始人费迪南·保时捷（Ferdinand Porsche）的孙子，曾在乌尔姆造型学院学习过汽车和发动机设计。其著名的汽车设计作品包括保时捷911（Porsche 911）。